# Gesamtkunstwerk
Gesamtkunstwerk (en alemany), i la seva traducció al català obra d'art total, és un terme usat per Richard Wagner en explicar la filosofia de la seva dramatúrgia per a referir-se a un tipus d'obra d'art autònoma que integra de manera simultània i relacionada diferents medis o disciplines artístiques, com la música, el teatre i les arts visuals, que a començaments del segle xix va revalorar la posada en escena, passant d'estar supeditada al text al fet que aquest sigui un element més integrat a l'obra total, en totes les arts escèniques.
Des de la seva encunyació, el terme ha estat utilitzat àmpliament a la dramatúrgia, les belles arts i les arts escèniques, i en general per a descriure diferents manifestacions artístiques en les quals es combinen elements de diverses arts. L'art cinematogràfic i altres arts audiovisuals com els vídeos musicals o els videojocs també han estat descrits com "obres d'art total" per la seva combinació de teatre, música, imatge, etc. En arquitectura s'empra aquest terme per a descriure un edifici en el qual cada part està dissenyada per a complementar a unes altres dintre d'un tot.
El concepte d'obra d'art total havia estat abans ja elaborat pel romàntic Otto Philip Runge i va estar de moda al romanticisme alemany a partir de començaments del segle xix. A partir de la segona meitat del mateix segle, les ideologies associades a la revolució francesa i sobretot altres moviments politicosocials, van desenvolupar la idea d'obra d'art total com una obra d'art interdisciplinar. Va ser molt important al canvi de segle i va revolucionar les arts escèniques, amb pioners com Stanislavski, Copeau, Fuller, Duncan i Saint Denis. El terme també va ser emprat pels artistes pertanyents a la "Secessió de Viena" de començaments del segle xx, per a descriure el seu objectiu estètic. A les arts plàstiques, els artistes del Black Mountain College van reprendre a partir de la segona meitat del segle xx aquest concepte, creant obres a les que simultàniament hi havia teatre, dansa, música i arts plàstiques. Això va evolucionar a happenings i accions artístiques, que al seu torn van influir enormement a les arts escèniques, donant pas al que es considera l'escena contemporània.

## Filosofia wagneriana
Wagner creia que la tragèdia grega fusionava tots aquests elements, que després es van separar en diferents arts; de fet, Wagner era molt crític amb el tipus d'òpera imperant en la seva època, a la qual acusava de centrar-se massa en la música, a la qual se subordinaven els altres elements, especialment el teatre.
Wagner concedia gran importància als elements ambientals, tals com la il·luminació, els efectes de so o la disposició dels seients, per a centrar tota l'atenció de l'espectador en l'escenari, assolint així la seva completa immersió en el drama. Aquestes idees eren revolucionàries en el seu moment, però aviat van passar a ser assumides per l'òpera moderna.